# Hundsjön (Edefors socken, Norrbotten)
Hundsjön är en sjö i Bodens kommun i Norrbotten och ingår i Luleälvens huvudavrinningsområde. Sjön har en area på 0,356 kvadratkilometer och ligger 97 meter över havet. Sjön avvattnas av vattendraget Hundsjöbäcken.

## Delavrinningsområde
Hundsjön ingår i det delavrinningsområde (733210-174928) som SMHI kallar för Ovan Klinttjärnbäcken. Medelhöjden är 109 meter över havet och ytan är 21,67 kvadratkilometer. Det finns inga avrinningsområden uppströms utan avrinningsområdet är högsta punkten. Hundsjöbäcken som avvattnar avrinningsområdet har biflödesordning 3, vilket innebär att vattnet flödar genom totalt 3 vattendrag innan det når havet efter 73 kilometer. Avrinningsområdet består mestadels av skog (79 procent) och sankmarker (10 procent). Avrinningsområdet har 0,36 kvadratkilometer vattenytor vilket ger det en sjöprocent på 1,6 procent.